# Son

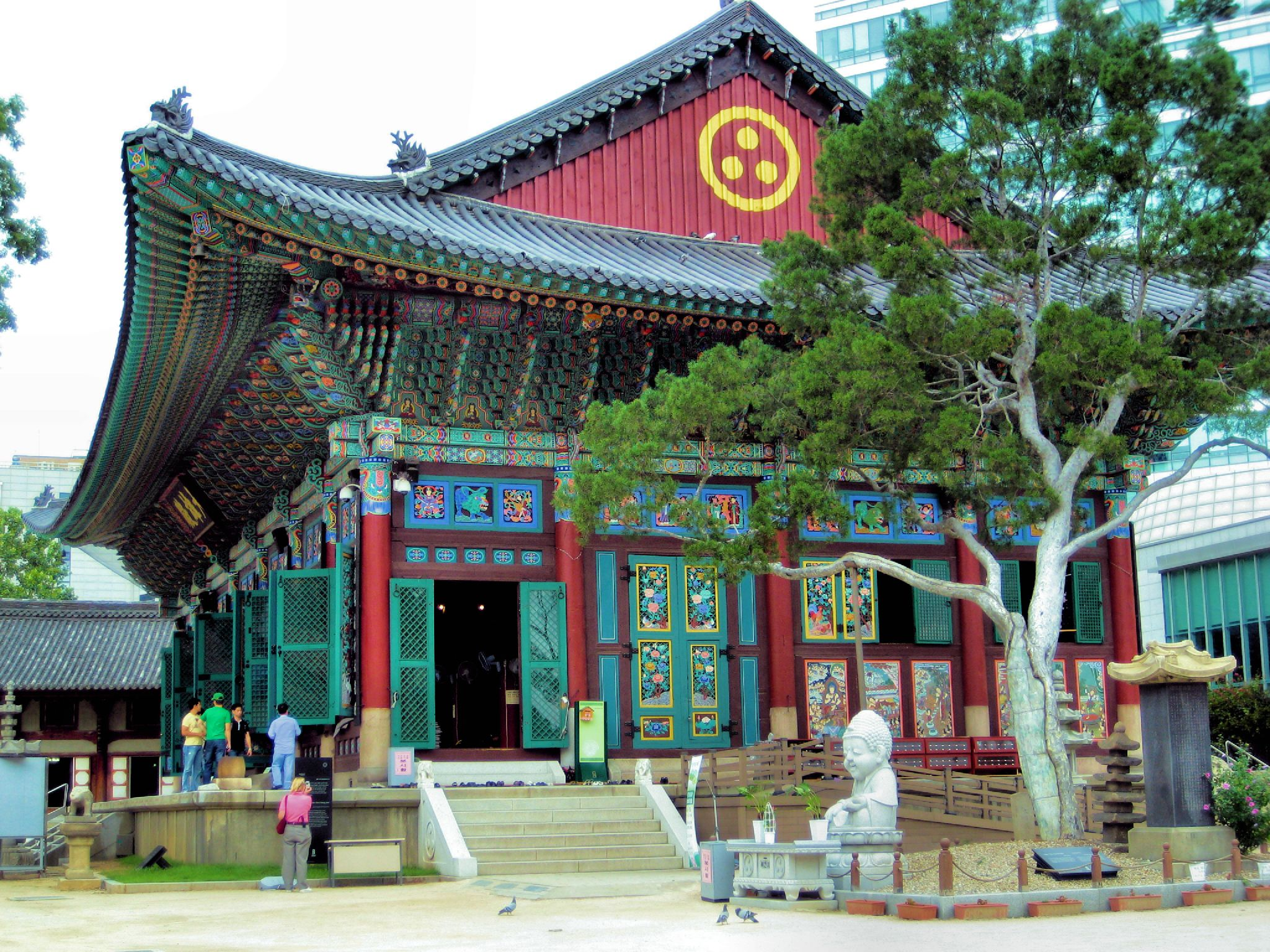
Chrám školy Sŏn v korejském Soulu

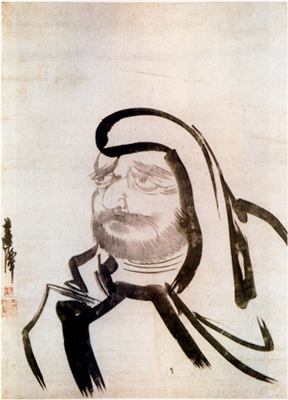
Korejský portrét prvního patriarchy čchanu Bódhidharmy (korejsky Dalmado) ze 17. století

Son (korejsky 선, hanča 禪, Sŏn) je korejský výraz pro buddhistickou školu známou v Číně jako čchan a na Západě spíše pod japonským názvem zen. Son se podle tradice rozšířil do Koreje v 7. století, pravděpodobně však až na přelomu 8. a 9. století. V Koreji získala velkou popularita škola sonu nazývaná korejsky Imdže, známá pod japonským jménem Rinzai. Sŏn se postupně stal v podstatě jedinou formou korejského buddhismu, i když korejský buddhismus byl vždy silně synkretický, proto i son v sobě zahrnuje prvky nejen jiných buddhistických škol, ale i konfucianismu a taoismu.

## Historie

### Rozšíření
Podle tradice přenesl zen do Koreje kolem roku 630 mistr Pomnang, který byl žákem čtvrtého čínského patriarchy Tao-sina. Jeden z Pomnangových žáku údajně založit první zenovou školu v Koreji Hui-jangsan, ale o té není moc známo.
Známější je mistr Toui (?–852), který roku 784 odešel do Číny, kde se stal žákem Ma-cu Tao-iho (709–788), jenž patřil do tzv. severní školy – školy náhlého probuzení založené šestým patriarchou Chuej-nengem. Toui v Koreji narazil na odpor buddhistických učenců, kteří nebyli schopni přijmout svérázné učení zenu, uchýlil se proto do hor Soraksan. Roku 862 jeho žák založil zenovou školu Kadžisan prohlásil mistra Touia jejím zakladatelem.
Zenových mnichů postupně přibývalo a byly zakládány další kláštery, ke konci Sjednocené Silly (7.–10. století) jich bylo devět – tzv. Devět hor (korejsky kusan – Kadžisan, Sangulsan, Sadžasan, Songdžusan, Pongnimsan, Huijangsan, Tongnisan, Sumisan a Silssangsan). Osm z těchto klášterů se hlásilo k tradici později známé v čínštině jako zenová škola Lin-ťi (kor. Imdže, jap. Rinzai). Výjimkou byl klášter Sumisan, který se hlásil k tradici školy Cchao-tung (kor. Čodong, jap. Sótó).

### Období království Korjŏ
Sŏn a buddhismus obecně se v Koreji dále rozvíjel i během období Korjŏ (918–1392). I když království Korjŏ se opíralo oficiálně o konfucianismus, buddhismus dále vzkvétal jako státní náboženství podporované královským dvorem.
V tomto období se mnoho významných buddhistických mnichů pokoušelo překlenout rozdíl mezi zastánci studia súter (kjo) a zastánci zenové meditace (sŏn) z výše zmíněných Devíti hor. První významný obhájce jednoty kjo a sŏn byl mnich Uičchon (1055–1101). I když získal některé mnichy sonu, přesto jeho snaha nebyla úspěšná a naopak posílila snahu v zenových mistrech Devíti hor po sebeurčení, což nakonec vedlo k založení jednotného řádu sonu Čogje. Koncem dynastie Korjo se stal son převládající formou buddhismu v Koreji.
Nejvýznamnější osobností sonu v období Korjo byl mnich Činul (1158–1210), který vytvořil tzv. Společenství soustředění a moudrosti (Čonghjekjolsa), které se mělo věnovat vyvážené praxi meditace i studiu súter. Byl prvním korejským mistrem, který prosazoval meditaci s koánem (korejsky kong’an) v souladu s pojetím čchanové školy Lin-ti (japonsky Rinzai). I když Činulovi nebyla oficiálně předána dharma zenovým mistrem a učení čínských čchanových mistrů poznal prostřednictvím knih, ovlivnil vývoj sonu a některé jeho spisy byly čteny i v Číně a Japonsku. V jeho činnosti pokračovala řada jeho žáků, mezi nejvýznamnější patří Čingak Hjesim (1178–1234), který prosadil, aby koánová meditace byla hlavní meditační metodou sonu. Z historiografického hlediska má význam mistr Irjon (1206–1289), který kolem roku 1285 sepsal spis o přijetí a rozvoji buddhismu v Koreji jménem Samguk jusa (Odkazy Tří království).
Další vývoj sonu v období pozdního království Korjo ovlivnili tři zenoví mistři Pegu Kjonghan (1299–1375), Tchego Pou (1301–1382) a Naong Hjegun (1320–1376). Všichni studovali meditaci s koánem v čínském čchanové řádu Lin-ti (japonsky Rinzai) a po návratu do Koreje tuto metodu předávali stovkám svých žáků. 
Nejvýznamněji zapůsobil na vývoj sonu Tchego, který se stal mnichem v řádu Čogje (tak se přejmenovala po odchodu mistra Činula jedna z Devíti hor zvaná Kadžisan). V Číně studoval meditaci u mistra školy Lin-ti Š’-wu Čching-kunga (1270–1322). Ten potvrdil jeho osvícení a předal mu Dharmu. Tchego se tak stal prvním oficiálně potvrzeným korejským zenovým mistrem školy Lin-ti. Za podpory krále Kongmina (vládl 1351–1374) se Tchegovi podařilo roku 1356 sjednotit Devět hor sonu a vytvořit tak jednotný řád Čogje.
Avšak ke konci království Korjo zenové kláštery upadaly, mniši často vlastnili velký majetek a někdy i sami obchodovali. Obrovské množství mnichů se stávalo ekonomickou zátěží a buddhismus byl tak stále více kritizován ze strany konfuciánských učenců.

### Období království Čoson

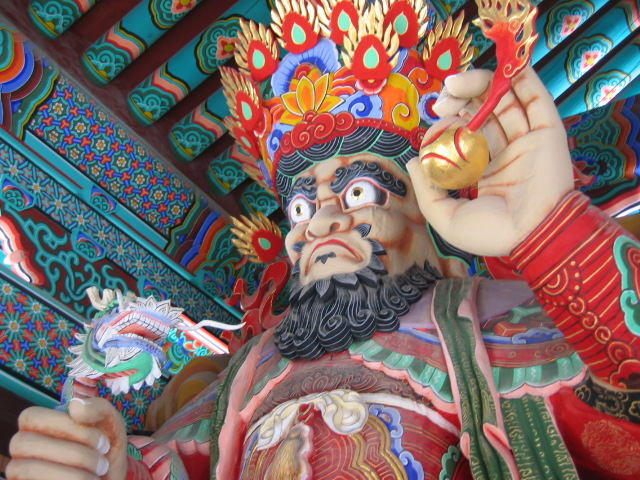
Socha jednoho ze čtyř nebeských králů, ochránce chrámu

Během vlády dynastie Ri (království Čoson, 1392–1910) byla prosazován neokonfucianismus jako vládnoucí ideologie a buddhismus byl potlačován. Většina půdy klášterů byl zkonfiskována, počet klášterů byl snížen a omezen počet mnichů. Mniši nakonec museli odejít do horských klášterů, což ale přispělo k většímu kontaktu buddhismu s prostým lidem. Atmosféra klidné přírody napomohla také prohloubení kompletativního života. Z těchto důvodů nakonec získal v Koreji výsadní postavení zenový směr buddhismu oproti učenému studiu súter.
Král Sedžong (vládl 1418–1450) zredukoval tehdejších sedm buddhistických škol na dva řády: meditační řád Son (jehož součástí se staly školy Kjejul, Čchontcche a zenová škola Čogje) a doktrinální řád Kjo (zahrnující školy Hwaom, Popsang, Samnon a jednu malou sektu školy Čchontche). Takto se buddhismus stal pro státní moc přehlednější a lépe kontrolovatelný (toto rozdělení přetrvalo až do roku 1935).
Mezi významné zenové mistry období Čoson patřil Muhak Čačcho (1327–1405) a jeho žák Kihwa (Hamho Tuktchong) (1376–1433). Muhak Čačcho se věnoval v Číně koánové meditaci v tradici Lin-ťi, ale také studoval mahájánové sútry, konfucianismus i taoismus. Působil jako rádce na dvoře zakladatele dynastie I Song-gjeho, dokonce určil i výběr místa pro stavbu nového hlavního města Soulu.

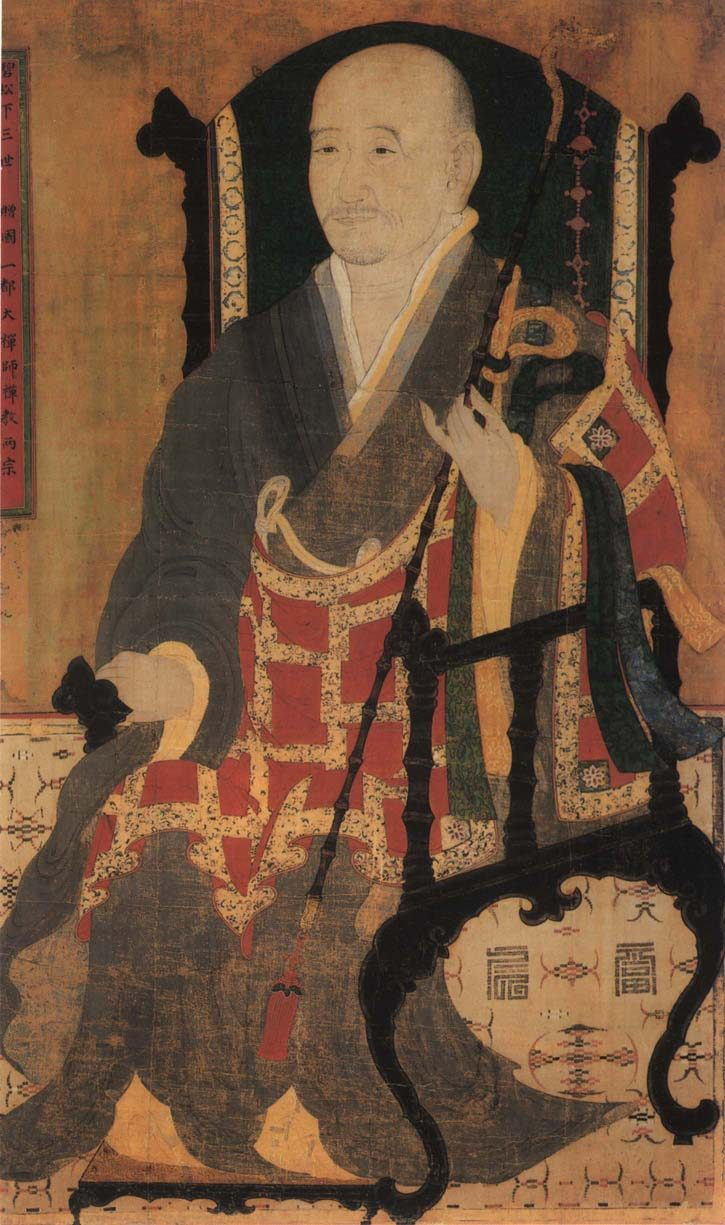
Čchongho Hjudžong (1520–1604), významný korejský zenový mistr

Jeho žák mistr Kihwa studoval také v Číně, kde se svým učitelem seznámil, též studoval konfucianismus na akademii v Soulu, proto také usiloval o soulad mezi konfucianismem a buddhismem. I když byl zenovým mnichem napsal mnoho komentářů k mahájánovým sútrám. Věnoval se také poezii.
V době japonské invaze do Koreje (1592–1598) proslul zenový mistr Čchongho Hjudžong (1520–1604), který se ve svých osmdesáti letech postavil do čela mnišského odboje proti japonským dobyvatelům, invaze byla za pomoci mnichů úspěšně odražena. (V letech 1627 a 1636 mniši opět pomohli při dorážení invaze Mandžuů. Tato skutečnost také přispěla k smířlivějšímu postoji vládnoucí vrstvy vůči buddhismu.) Čchongho Hjudžong byl významným zenovým mistrem, autorem mnoha významných děl, který usiloval o sjednocení studia súter (kjo) a zenové meditace (son). Říkal, že „son je Buddhovou myslí a kjo Buddhovými slovy. Kjo dosahuje nevýlsovna prostřednictvím slov, son dosahuje „nevýslovna“ prostřednictvím mlčení.“ Kjo umožňuje probuzení základní pochopení pravdy, a tu pak je pak nutné přímo prožít během zenové meditace (son). Princip „odložit kjo a vstoupit do son“ dodržují korejští mniši dodnes. Hjudžong se také zabýval srovnáváním tří učení – taoismu, konfucianismu a buddhismu. Viděl mezi třemi učeními soulad, jelikož se domníval, že podstatou všech tří je mysl a představa mysli je ve všech tří učení stejná. Hjudžong myšlenkově příliš neovlivnil svou dobu, avšak od 19. století jeho duchovní odkaz měl a má silný vliv na korejský buddhismus.
Další významným zenovým mistrem tohoto období byl Hjudžongův současník mistr Puhju Sonsu (1543–1615), také kaligraf a básník. Údajně měl vychovat přibližně sedm stovek žáků. Současní korejští mniši patří buď do linie mistra Hjudžonga nebo mistra Sonsua.
V období největší rozkvětu sonu zenový mniši nejprve začínali studiem klasiků konfucianismu a taoismu, když se pak začali věnovat zenové meditaci, staly se z nich tzv. „hosté mraku a vody“ (kor. unsugek) – mniši putující od jednoho horského kláštera k druhému, kde se věnovali koánové meditaci. Avšak ke konci období Čoson začala meditační praxe upadat a mniši se často věnovali pouze recitaci manter a Buddhova jména. Tradiční zenovou meditaci v horských klášter opět obnovil až mistr Kjongho Songu (1849–1912), snad nejvýznamnější mnich konce období Čoson.

## Japonská okupace
Ke konci 19. století zesiloval politický vliv Japonska, který nakonec vyústil v japonskou okupaci země v letech 1910–1945. Okupace negativně ovlivnila rozvoj korejského buddhismu, i když s nástupem japonského vlivu v zemi je spojeno zrušení zákazu vstupu buddhistických mnichů do Soulu, který byl zaveden v období království Čoson. Zákaz byl zrušen v roce 1895 na popud japonského mnicha sekty Ničiren. Nejvýraznějším negativním důsledkem byla legalizace mnišských sňatků v roce 1926 po vzoru japonského zenu. Možnost mnišských sňatků vnesla do korejského mnišského společenství tak obrovský rozkol, že musel být nakonec v 60. letech 20. století řešen zásahem vlády Korejské republiky. V důsledku toho se mnišské společenství rozpadlo na dva řády – početnější a přísnější řád Čogje, který trvá na celibátu, a volnější a zároveň menší řád Thego, který povoluje sňatky mnichů. Japonci se během své nadvlády také pokusili získat sympatie obyvatel prostřednictvím propagace japonského buddhismu. Dokonce japonská zenová škola Sótó se neúspěšně pokoušela o sloučení s korejským zenem.

## Novodobé dějiny
Po 2. světové válce sice Korea získala samostatnost, ale zároveň se rozpadla na dva politicky odlišné státy. V severní komunistické Koreji nastal v souladu s komunistickou ideologií náboženský útlak. Většina buddhistických chrámů a klášterů byla buď zničena nebo byla využita k zcela jiným nenáboženským účelům. V jižní Koreji bylo též v důsledku severokorejské invaze na počátku 50. let zpustošeno mnoho klášterů s výjimkou oblasti v jižním cípu země kolem přístavu Pusan. 
Teprve pro uzavření příměří v roce 1953 se v jižní Koreji začal opět rozvíjet náboženský život. Právě početnější řád Čogje, který má nyní 15 až 18 tisíc mnichů, si během 2. poloviny 20. století vydobyl v Koreji váženou pozici. V souvislosti s hospodářským vzestupem země v 70. letech začaly být obnovovány zničené buddhistické stavby. V horských klášterech začaly být organizovány meditační kurzy přístupné nejen mnichům ale i laikům. S rostoucí oblibou buddhismu na Západě zemi kvůli buddhismu a hlavně korejskému zenu stále častěji navštěvují i cizinci. Mnoho zájemců o buddhismus ze Západu se také stalo korejskými zenovými mnichy. 
K rozšíření korejského zenu na Západě nemalou měrou přispěl známý korejský zenový mistr Seung Sahn. V roce 1972 odjel do USA, kde začal vyučovat korejský zen a pomáhal zakládat zenová centra. Později navštěvoval také Evropu. Po několika letech strávených v západních zemích přizpůsobil tradiční učení zenového řádu Čogje mentalitě svých žáků. Tak vznikla v roce 1983 nová zenová škola, která dostala název Kwan Um.